# مریت‌ایتس چهارم
مریت‌ایتس چهارم (انگلیسی: Meritites IV) یک ملکه همسر در مصر باستان بود که در دوران حکمرانی دودمان ششم مصر زندگی می‌کرد. گمان می‌رود که او همسر فرعون پپی یکم بوده باشد، اما لقب رسمی او دختر تنی پادشاه اکنون نشان می‌دهد که او دختر پپی یکم و همسر احتمالی پپی دوم بوده است. یکی دیگر از شواهد برای این نظریه این است که نام او به معنای «معشوق پدرش» است. القاب دیگر او «آنکه حوروس را می‌بیند» و «محبوب پدرش» بود.

مریت‌ایتس چهارم در سقاره به خاک سپرده شد. هرم او در جنوب هرم پپی یکم قرار دارد. هرم مریت‌ایتس چهارم در جنوب غربی مجموعه ملکه ای‌ننک-اینتی و در جنوب هرم ملکه قرار دارد که به آن «هرم جنوب غربی» گفته می‌شود.